# Premiata Forneria Marconi
Premiata Forneria Marconi – włoski zespół rocka progresywnego. Zyskał dużą popularność w latach 70. XX wieku, osiągając wysokie pozycje na brytyjskich i amerykańskich listach przebojów. Był jedynym włoskim przedstawicielem muzyki progresywnej, który zyskał rozgłos również poza granicami swojego kraju. W muzyce zauważało się wpływy Genesis i wczesnego King Crimson, ale posiadali także swój oryginalny styl obejmujący ciepłe, śródziemnomorskie brzmienia.

## Muzycy
Obecny skład
- Flavio Premoli: pianino, instrumenty klawiszowe, melotron, Moog, śpiew (pozostawał poza zespołem pomiędzy 1980 a 1995)
- Franco Mussida: gitara akustyczna, gitara elektryczna, 12-strunowa gitara, mandolina, śpiew
- Franz Di Cioccio: bębny, instrumenty perkusyjne, śpiew
- Patrick Djivas: gitara basowa

Byli członkowie
- Giorgio Piazza: gitara basowa (1970–1973)
- Mauro Pagani: flet, piccolo, skrzypce, chórki (1970–1975)
- Bernardo Lanzetti: śpiew, gitara rytmiczna (1975–1977)
- Grigory Bloch: skrzypce (1977, grał tylko na Jet Lag ale jest uznawany za pełnoprawnego członka grupy)
- Lucio Fabbri: skrzypce, instrumenty klawiszowe (1979–1987)
- Walter Calloni: bębny (1982–1987)

## Dyskografia
Albumy studyjne
- Storia di un minuto (1972)
- Per un amico (1972)
- Photos of Ghosts (1973, angielska wersja Storia di un minuto)
- L'isola di niente (1974)
- The World Became the World (1974, angielska wersja L'isola di niente)
- Chocolate kings (1975)
- Jet lag (1977)
- Passpartù (1978)
- Suonare suonare (1980)
- Come ti va in riva alla città (1981)
- P.F.M.? P.F.M.! (1984)
- Miss Baker (1987)
- Ulisse (1997)
- Serendipity (2000)
- Dracula (2005)
- Stati di immaginazione (2006)
- A.D. 2010 - La buona novella (2010)
- Emotional Tattos (2017)
- I Dreamed of Electric Sheep - Ho sognato pecore elettriche (2021)

Albumy koncertowe
- Live in USA (1974, inna nazwa: Cook)
- Fabrizio De Andrè / PFM – In Concerto Vol 1 (1979)
- Fabrizio De Andrè / PFM – In Concerto Vol 2 (1979)
- Performance (1981)
- www.pfmpfm.it (1999)
- Live in Japan 2002 (2002)
- Piazza del Campo (2005)